# Agapostemon rhopalocerus
Agapostemon rhopalocerus är en biart som beskrevs av Smith 1853. Agapostemon rhopalocerus ingår i släktet Agapostemon och familjen vägbin. Inga underarter finns listade i Catalogue of Life.